# Beringin Jaya (Pekat)
Beringin Jaya is een bestuurslaag in het regentschap Dompu van de provincie West-Nusa Tenggara, Indonesië. Beringin Jaya telt 1588 inwoners (volkstelling 2010).